# Urticastrum gaudichaudianum
Urticastrum gaudichaudianum là loài thực vật có hoa trong họ Tầm ma. Loài này được (Wedd.) Kuntze miêu tả khoa học đầu tiên năm 1891.